# István Váncza
István Krisztián Váncza (28 de abril de 1999) es un deportista húngaro que compite en lucha grecorromana. Ganó una medalla de plata en el Campeonato Europeo de Lucha de 2022, en la categoría de 67 kg.

## Palmarés internacional
| Campeonato Europeo | Campeonato Europeo | Campeonato Europeo | Campeonato Europeo |
| Año                | Lugar              | Medalla            | Categoría          |
| ------------------ | ------------------ | ------------------ | ------------------ |
| 2022               | Budapest (Hungría) | Medalla de plata   | 67 kg              |